# Cinetus licus
Cinetus licus är en stekelart som beskrevs av Nixon 1957. Cinetus licus ingår i släktet Cinetus, och familjen hyllhornsteklar. Arten är reproducerande i Sverige.